# الأذية العينية خلال التخدير العام
تمثل الأذيات العينية خلال التخدير العام أحد أشكال الإصابات الشائعة إلى حد معقول التي تحدث نتيجة الفشل في توخي الحذر واتخاذ التدابير الوقائية اللازمة لمنعها.

## معدل وقوع الإصابات العينية
يُعتبر معدل وقوع الإصابات العينية خلال عمليات التخدير موضوعًا خاضعًا للدراسات، وقد قارنت الأبحاث بين طرق حماية العين المختلفة.
في حالات إهمال تغطية العينين وإغلاقهما باستخدام شريط لاصق أثناء عمليات التخدير العام، يصل معدل وقوع الأذية العينية إلى 44% وفقًا للتقارير الواردة. في حالات إغلاق العينين باستخدام شريط لاصق، ينخفض معدل وقوع الأذية العينية إلى 0.1-0.5% من عمليات التخدير العام، وغالبًا ما تصيب القرنية بطبيعتها.
تمثل الأذيات العينية أثناء العمل الجراحي 2% من المطالبات القانونية ضد أطباء التخدير في أستراليا والمملكة المتحدة، و3% في الولايات المتحدة الأمريكية.

## تأثير التخدير العام على العينين
يؤدي التخدير العام إلى إنقاص التقلص التوتري لعضلة العين الدويرية، ما يسبب حالة العين الأرنبية، أي يفقد الجفنان القدرة على الإغلاق التام لدى 59% من المرضى.
بالإضافة إلى ذلك، يتسبب التخدير العام في تقليل إنتاج الدموع واستقرارية الفيلم الدمعي، ما يؤدي إلى الجفاف الظهاري القرني وتراجع حماية الجسيمات الحالة. تفقد العين أيضًا خلال التخدير العام الحماية التي توفرها ظاهرة بيل (التي تسمح بانقلاب العين نحو الأعلى أثناء النوم، ما يوفر حماية إضافية للقرنية).

## آلية الإصابة
تُعد خدوش القرنية الإصابة الأكثر شيوعًا؛ تحدث نتيجة إصابة مباشرة، أو التهاب القرنية / اعتلال القرنية التعرضي أو الإصابة الكيميائية.
تزيد العين المفتوحة من خطر تعرض القرنية للإصابات المباشرة من بعض الأشياء مثل قناع الوجه، ومنظار الحنجرة، وشارات التعريف، وسماعات الطبيب، والأدوات الجراحية، ودارات التخدير والستائر.
يشير التهاب القرنية / اعتلال القرنية التعرضي إلى جفاف القرنية المترافق مع تخرب ظهاري لاحق. يؤدي جفاف القرنية إلى التصاقها بالجفن ما يسبب حالة من الخدش عند إعادة فتح العين.
قد تحدث الإصابات الكيميائية بدورها نتيجة دخول محاليل التنظيف عن غير قصد إلى العين مثل البوفيدون اليودي (بيتادين) أو الكلورهيكسيدين أو الكحول، على سبيل المثال، عند تحضير الوجه، أو الرقبة أو الكتف للعملية الجراحية.
نتيجة لذلك، يجب على طبيب التخدير التأكد من إغلاق العينين بشكل تام مع بقائهما على هذا المنوال طوال فترة العمل الجراحي. يمكن لأي اتصال بسيط غير ضار بظاهره التسبب في خدش القرنية ويزداد خطر ذلك بشكل ملحوظ في حالة وجود إصابة مسبقة باعتلال القرنية التعرضي. قد تسبب خدوش القرنية آلامًا مبرحة في فترة ما بعد الجراحة، ومن شأنها إعاقة مرحلة إعادة التأهيل التالية للعمل الجراحي بالأضافة إلى استلزامها مراجعة طبية عينية مستمرة ورعاية لاحقة. في بعض الحالات المتطرفة، قد تنتهي الإصابة بفقدان جزئي أو كلي للرؤية.
تُعد الإصابة الجفنية علاجية المنشأ شائعة بدورها. قد تؤدي عملية إزالة الضماد العيني اللاصق المستخدم في إغلاق العين إلى تكدم الجفن (بشكل متكرر) وتمزقه (في حالات نادرة). قد يؤدي هذا أيضًا إلى اقتلاع أشعار الرموش.